# Santa Gema FC
El Santa Gema FC fue una entidad deportiva del distrito de Arraiján, provincia de Panamá Oeste, Panamá. Luego de finalizar último en temporada 2018-19 de la primera división, y por problemas económicos derivados por un acto de peculado por el dueño del equipo, el club fue desafiliado de la Federación Panameña de Fútbol el 10 de mayo de 2019.

## Historia
Fue fundado en el año 1983 en el Distrito de Arraiján, formó parte de la Liga regional en sus primeros años.
Ganó la Copa Rommel Fernández en el año 2011 venciendo en la final al CA Evolución 4-0, obteniendo el derecho de jugar en la Liga Nacional de Ascenso, años después se coronó campeón de la LNA Apertura 2015, actualmente es el Súper Campeón de la Liga Ascenso Cable Onda LNA y tiene el boleto a la LPF.
Con 0 puntos en la tabla y al no obtener resultados durante el Torneo Clausura 2019, a partir de la novena fecha, José Anthony Torres es reemplazado de su cargo como director técnico por el ex selección nacional Carlos Rivera.
Ezequiel Quiroz fue registrado ante FEPAFUT como técnico interino, siendo el último jerarca del club deportivo, aunque nunca llegó a dirigirlos producto de los acontecimientos que suscitaron en aquel momento.
El 17 de abril de 2019, el comité ejecutivo de la Federación Panameña de Fútbol, resolvió suspender provisionalmente al Santa Gema FC de cualquier competencia federada (LPF, Reserva, Liga de Fútbol Femenino, ligas menores, etc.) y el 10 de mayo se resolvió en asamblea general quitarle todos los derechos como miembro de la federación.

## Palmarés
- Copa Cable Onda Satelital (1): 2016-17
- Super Final de la Liga Nacional de Ascenso (1): 2015-16
- Liga Nacional de Ascenso (1): Apertura 2015
- Subcampeón de la Liga Nacional de Ascenso (2): Apertura 2011.
- Copa Rommel Fernández (1): 2011.

## Clásicos rivales
- San Francisco Fútbol Club (Clásico del Oeste)
- Alianza Fútbol Club (Panamá) (Clásico de Rivales)

## Estructura deportiva
Contaba con siete categorías deportivas y tiene más de 200 jugadores activos, dentro de las siguientes categorías:
1. Categoría profesional[8]
2. Categoría reserva sub–20[9]
3. Sub – 17
4. Sub – 15
5. Sub – 13
6. Sub – 11
7. Sub – 9
8. Escuela de fútbol desde los 6 años

La sede de entrenamiento de las categorías menores se realizaban en las canchas de la Escuela Vocacional de Chapala (Arraijan) y en la cancha sintética de La Seda en La Chorrera.

## Polémica
En julio de 2016, el Santa Gema FC quedó envuelto en un escándalo, luego que se diera una investigación por parte de la Fiscalía Tercera Anticorrupción, detectando supuestos pagos a jugadores y miembros de la directiva del equipo, a través de la planilla institucional del municipio de Arraiján (ya que el dueño del equipo, Pedro Sánchez Moro, fue alcalde del distrito en ese entonces). Sánchez Moro confirmó que los jugadores y directivos del equipo fueron contratados como empleados municipales.
El 28 de junio de 2018, el juzgado tercero penal de La Chorrera declaró culpable a Sánchez Moro por peculado y fue condenado a 84 meses de prisión e inhabilitación de funciones públicas por 5 años. La sentencia conllevó eventualmente a ser suspendido como alcalde en diciembre del mismo año, contribuyó al rápido declive financiero del equipo que fue desafiliado a los pocos meses y en noviembre de 2020 luego de agotar todas las instancias legales, el paradero de Sánchez Moro pasó a ser desconocido, quedando como prófugo de la justicia, hasta su captura el 12 de octubre de 2024.